# Phlyctimantis
Phlyctimantis es un género de anfibios de la familia Hyperoliidae que habita en el sur de Tanzania, el este de Liberia y Costa de Marfil, el oeste de Camerún, este de Nigeria, en Guinea Ecuatorial y en los bosques húmedos de la República Democrática del Congo. Se cree que alguna de sus especies puede habitar en Ghana, Togo o Benín.

## Especies
Se reconocen las 4 siguientes según ASW:
- Phlyctimantis boulengeri Perret, 1986
- Phlyctimantis keithae Schiøtz, 1975
- Phlyctimantis leonardi (Boulenger, 1906)
- Phlyctimantis verrucosus (Boulenger, 1912)